# 문화로 (무안군)
문화로(Munhwa-ro)는 전라남도 무안군 청계면 규암삼거리 에서 무안군 일로읍 월암 교차로 까지 연결하는 도로이다.

## 주요 경유지
전라남도
- 무안군 (청계면 - 일로읍 -  몽탄면)

## 노선경로
| 이름          | 접속 노선                 | 소재지 | 소재지 | 비고 |
| ------------- | ------------------------- | ------ | ------ | ---- |
| 규암삼거리    | 국도 제1호선 (영산로)     | 무안군 | 청계면 |      |
| 월선교        |                           | 무안군 | 청계면 |      |
| 일로 나들목   | 15호선 서해안고속도로     | 무안군 | 일로읍 |      |
| 월암 교차로   | 지방도 제820호선 (삼일로) | 무안군 | 몽탄면 |      |
| 임성로와 직결 |                           |        |        |      |

## 주요건물및 시설
- 청계남초등학교 (문화로 105/청계리 70-3)